# Іванов Віктор Семенович
Віктор Семенович Івано́в (рос. Виктор Семёнович Иванов; 11 листопада 1909, Москва — 26 листопада 1968, Москва) — російський радянський художник; член Спілки художників СРСР, член-кореспондент Академії мистецтв СРСР з 1958 року. Лауреат Сталінських премій (1946; 1949), заслужений діяч мистецтв РРФСР з 1955 року. Чоловік художниці Ольги Бурової.

## Біографія
Народився 29 жовтня [11 листопада] 1909 року в місті Москві (нині Росія). У 1926 році навчався в московській Ізопрофшколі; упродовж 1926—1929 років — у Московському державному технікумі образотворчих мистецтв пам'яті повстання 1905 року у Євгена Якуба, одночасно у 1928—1929 роках займався у студії Ксаверія Чемка у Дмитра Кардовського. Протягом 1929—1933 років продовжив здобувати мистецьку освіту в Ленінграді в Інституті живопису, скульптури та архітектури, де його викладачами стали Михайло Бобишов, Андрій Гончаров, Володимир Фаворський, Евген Єней, Борис Дубровський-Ешке, Микола Радлов.
У 1933—1941 роках працював художником кіностудіях «Міжрабпромфільм» і «Мосфільм», художником-плакатистом «Ізогізу»; у 1941—1944 роках — художником Вікон ТАРС.
Мешкав у Москві. Помер у Москві 26 листопада 1968 року. Похований у Москві на Ваганьковському кладовищі (ділянка № 34).

## Творчість
Працював у галузях оформлення кіно, плаката, книжкової графіки, станкової графіки та станкового живопису.
Оформив стрічки
- «Перемога» (1938);
- «Честь» (1938);
- «Ленін в 1918 році» (1939, спільно з Борисом Дубровським-Ешке);
- «Хлопець з тайги» (1941);
- «Дорогою безсмертя» (1957)[3].

Виконав плакати
1930-ті роки
- «Виростимо здоровий молодняк» (1935);
- «Опануємо велику теорію Маркса, Енгельса, Леніна, Сталіна!» (1935);
- «Завоюємо світові спортивні рекорди!» (1937);
- «Зігріті сталінським сонцем, йдемо ми, відваги сповнені. Дорогу веселим вихованцям великої радянської країни!» (1938);
- «Раби розгинають спину» (1938—1939);
- «Подати руку допомоги братнім народам Західної України і Західної Білорусії — наш священний обов'язок» (1939);
- «З вуст в уста передається гасло національної війни: „Впаде в бою батько, син встане на його місце, брат змінить загиблого брата, дружина змінить вбитого чоловіка“» (1939);
- «Соціалістичній промисловості і транспорту — трудові резерви!» (1940);

роки війни
- «За Батьківщину, за честь, за волю!» (1941);
- «Вивчити військову справу Батьківщина-Мати веліла!» (1941);
- «Помножимо нашу славу» (1942);
- «Бий, коли, ганяй, бери в полон!» (1942);
- «Вперед! На Захід!» (1942);
- «Кожен рубіж — вирішальний!» (1942);
- «Смерть дітовбивцям!» (1942; у співавторстві з Ольгою Буровою);
- «Хай живе єдиний фронт волелюбних народів проти фашистських загарбників!» (1942);
- «Товариші червоноармійці та червонофлотці, командири та політпрацівники, партизани та партизанки! На вас дивиться весь світ, як на силу, здатну знищити грабіжницькі полчища німецьких загарбників» (1942);
- «П'ємо воду рідного Дніпра, будемо пити з Прута, Німану і Бугу!» (1943);
- «Вся надія на тебе, червоний воїн!» (1943);
- «На Захід!» (1943);
- «Ти повернув нам життя» (1943);
- «Помсти за горе народу!» (1943);
- «Кожну кулю — у німця!» (1943);
- «Боєць Червоної Армії! Помсти нелюдям за муки товариша!» (1943);
- «Близький час розплати з німцями за всі їхні злочини! Смерть фашистам — дітовбивцям!» (1944);
- «Передовим колгоспам — фронтове спасибі!» (1944);
- «Колгоспники! Відновлення доріг та мостів — наш обов'язок перед батьківщиною!» (1944);
- «Поставимо над Берліном прапор перемоги!» (1945);
- «Так воно і буде!» (1945);
- «Ворог підступний — будь начеку!» (1945);
- «Дні та ночі чекаємо на тебе, боєць!» (1945);
- «Вперед — до повної перемоги» (1945);
- «Героїчній армії-переможниці — слава!» (1945);
- «Звільнені радянські люди! Ви позбавлені гніту фашистської неволі — повертайтеся швидше на Батьківщину!» (1945);
- «Сталіну — спасибі!» (1945);
- «Ми перемогли!» (1945);

у Вікнах ТАРС
- «Щоб швидше затремтіли вороги, щоб росли свинцеві удари» № 522;
- «Усі сили на розгром ворога» № 529, № 558;
- «Помножимо нашу славу» № 582, № 622;
- «Моряки не підведуть» № 630;
- «Салют героям» № 699;
- «Відновлювальний фронт» № 720;
- «Смерть німецьким окупантам!» № 729;
- «Зв'язківка» № 751, № 798;

повоєнні роки
- «Вони повернули своє щастя!» (1946);
- «10 лютого 1946 року. Вибирайте у Верховну Раду СРСР кращих синів та дочок нашого народу» (1946);
- «Слава російському народу — народу-богатирю, народу-творцю!» (1946);
- «До мирної творчої праці» (1947);
- «Я голосую за кандидатів блоку комуністів та безпартійних!» (1947);
- «Хай живе Москва!» (1947);
- «5-річку у 4 роки виконаємо!» (1948);
- «Від моделі та планера — до літака! Будемо льотчиками та конструкторами!» (1948);
- «Матері усього світу, боріться за мир!» (1949);
- «Буржуазія ворожа культурі. М. Горький» (1949);
- «Прийдемо до достатку!» (1949);
- «За планом Сталіна — перетворимо природу!» (1949);
- «Дамо свої кошти в борг державі» (1950);
- «Слався, Радянська Латвія наша, Яскраво в сузір'ї республік сяй!» (1950, спільно з Василем Тищенком)[7];
- «Будьте пильні! Ф. Дзержинський» (1951);
- «Оберемо гідних народних суддів та народних засідателів!» (1951);
- «Я ліру присвятив народу своєму…» (1952);
- «Великий Сталін — світоч комунізму!» (1952);
- «Пильність — наша зброя!» (1953);
- "Мир! Дружба! (1953);
- «Вічно сяй над республікою нашою, праця, мир, травень» (1953);
- «Закон соціалізму та закон капіталізму» (1954);
- «У братській дружбі — наша сила! 300 років возз'єднання України з Росією» (1954);
- «Зміцнюємо дружбу в ім'я миру та щастя!» (1954);
- «Слава буревісникам пролетарської революції» (1955);
- «Ваші найкращі показники — задоволені покупці!» (1955);
- «Світ і щастя дітям усієї землі!» (1955);
- «Хай живе КПРС!» (1955);
- «Шосту п'ятирічку — виконаємо достроково!» (1956);
- «Наш шлях — шлях комунізму!» (1956);
- «Упертість і працю до успіху ведуть!» (1956);
- «Молодь, на будови!» (1956);
- «Вперед до перемоги комунізму! 1917—1957» (1957);
- «До нових успіхів на славу Батьківщини!» (1957);
- «Радянському народу — першому будівельнику соціалізму — слава!» (1957);
- «Народ і партія — єдині!» (1957);
- «Хай живе наша держава — вітчизна великих ідей» (1958);
- «Хай живе світ! Геть війну!» (1958);
- «Наполегливо вивчайте марксистсько-ленінську теорію!» (1958);
- «Працюй по-комуністичному!» (1958);
- «Толстой — це цілий світ…» (1960);
- «Бережи робочу хвилину!» (1960);
- «Молодь, у похід за знаннями!» (1960);
- «У вогні Жовтня загартований їх союз» (1960);
- «Доблесною працею наблизимо комунізм!» (1961);
- «Ми переможемо! Народи світу з тобою, Кубо!» (1962);
- «Ми переконані: — переможе розум!» (1962);
- «Люди світу! Настав час діяти!» (1962);
- «Прапор батьків донесемо до мети» (1963);
- «Подвиги сміливих чекають» (1964);
- «Радянським трудівницям — слава!» (1964);
- «8 Березня. Жінкам слава!» (1965);
- «Працею помножимо славу міста-героя!» (1965);
- «Комуніст, будь попереду в боротьбі за виконання п'ятирічки!» (1965);
- серія «Хай живе 50 років Радянської влади!» (1966—1967).
- «Дорожи званням робітника, товаришу!» (1967).

Пошта СРСР випустила поштові марки з плакатами художника: «Наш прапор — прапор перемоги!» (1965), «На захід!» (1968).
За низку плакатів був нагороджений медалями Академії мистецтв СРСР :
- «Ленін з нами» (1961), «Не треба війни!» (1962), «Нашим батькам — героям Жовтня — слава»! (1963) — срібна медаль (1964);
- «Ленін-вождь» (1965), «Ленін-мислитель» (1965), «Щоб керувати, треба мати армію загартованих революціонерів-комуністів, вона є, вона називається партією» (1965), «Ленін — жив, Ленін — живий, Ленін — буде жити!» (1966) — золота медаль (1967) і спеціальна премія (посмертно) на Всесоюзному конкурсі політичного плаката до 100-річчя від дня народження Володимира Леніна, який відбувся у в 1969 році.

Ілюстрував і оформив низку книг для Воєнвидаву
- «Дні і ночі» Костянтина Симонова (1944);
- «Колишні дні» Хаджи-Мурата Мугуєва (1954).

Графіка
- «Портрет художника Олександра Дружкова» (картон, 1957);
- серія «Прокляття фашизму» (вугілля, гуаш, акварель, 1961);
- «Володимир Маяковський у „Вікнах РОСТА“» (гуаш, 1967).

Живопис
- «Актриса Олена Максимова» (1935, Музей-садиба «Абрамцево»),
- «Портрет О. Б.» (1937);
- «Штурм Зимового палацу» (1938, Центральний музей Збройних сил Російської Федерації);
- «Пейзаж із лошам» (1939);
- «На визволеній землі» (1945, Воронезький художній музей);
- «Патріотка» («Зоя», 1946—1947; Саратовський художній музей);
- «Земляки» (1949, Латвійський національний художній музей);
- «Підмосков'я» (серія, 1955);
- «Загорськ» (1959);
- «За кордоном» (серії — 1956, 1958, 1961, 1962);
- «Ленін на суботнику» (1965);
- «Портрет художника Віри Аралової-Петерсон» (1966).

Написав книгу «Як створюється плакат» (Москва, 1963) і низку статей про радянський політичний плакат і мистецтво кіно, які були опублікованія в журналах «Совестский Союз», «Искусство», газетах «Советское искусство», «Советская культура», «Кино» та інних.
Брав участь у багатьох великих виставках:
- «ХХ років РСЧА і Військово-Морського Флоту» (1938);
- Виставка малюнка, ілюстрацій, плаката (1940);
- Виставка «Плакати про Червону Армію» у Пермі (1942);
- Всесоюзні художні виставки (1945—1950, 1952, 1954, 1955, 1957, 1958, 1961, 1965);
- «30 років Радянських Збройних Сил» (1948);
- Виставка радянського плаката у Москві та Ленінграді (1948);
- «Радянські художники в боротьбі за мир» (1952);
- Всесоюзні виставки плаката в Києві та Москві (1959, 1963)
- «Радянська Росія» (1960);
- Виставки творів московських художників (1961, 1963, 1964).

Учасник багатьох зарубіжних виставок, зокрема в Лондоні (1934), Відні (1948), Гельсінкі (1950), Міжнародній політичного плаката в Будапешті (1975). Удостоєний десяти Почесних дипломів на Міжнародних виставках плаката в Італії (1948).
Крім згаданих музеїв, живописні роботи і плакати художника знаходяться в Державній Третьяковській галереї, Державному Російському музеї, Російській державній бібліотеці, Музеї Перемоги, Центральному військово-морському музеї імені імператора Петра Великого, Науковій бібліотеці Російської академії мистецтв, Музеї політичної історії Росії, Білоруському державному музеї Великої Вітчизняної війни, Одеському художньому музеї, у багатьох приватних зібраннях Росії, Великої Британії, Німеччини, Франції.